# شمال و جنوب (مجموعه تلویزیونی)
شمال و جنوب یک سریال تلویزیونی درام تاریخی بریتانیایی است که توسط بی‌بی‌سی تولید شد و در چهار قسمت تقریباً یک ساعته از بی‌بی‌سی وان در نوامبر و دسامبر ۲۰۰۴ پخش شد. این سریال داستان مارگارت هِیْل (دانیلا دنبی-اش)، یک زن جوان از انگلستان جنوبی است که پس از تصمیم پدرش به ترک روحانیت، مجبور است به انگلستان شمالی برود. این خانواده در تلاش است تا خود را با آداب و رسوم آن شهر صنعتی وفق دهد، به خصوص بعد ملاقات با خانواده ثورنتون (Thornton)، یک خانواده مغرور از مالکان یک کارخانه نخ که به نظر می‌رسد افراد فرودست اجتماعی خود را تحقیر می‌کنند. این داستان به بررسی مسائل طبقات اجتماعی و جنسیت می‌پردازد، زیرا همدردی مارگارت برای آن کارگران کارخانه آن شهر با جذابیت فزاینده او به جان ثورنتون (ریچارد آرمیتاژ) در تضاد است.
این سریال بر اساس رمان ویکتوریایی ۱۸۵۵ شمال و جنوب اثر الیزابت گاسکل ساخته‌شده است و در سال‌های پیرامون نمایشگاه بزرگ ۱۸۵۱ واقع شده‌است. این سریال توسط سندی ولچ برای تلویزیون اقتباس شد و توسط برایان پرسیوال کارگردانی شد.

## بازیگران
- دنیلا دنبی-اش - مارگارت هیل
- ریچارد آرمیتاژ – جان تورنتون
- تیم پیگوت اسمیت – آقای ریچارد هیل
- لسلی منویل – خانم ماریا هیل
- سیناد کیوزاک – خانم هانا تورنتون
- جو جوینر – فانی تورنتون
- برندن کویل – آقای نیکلاس هیگینز
- آنا ماکسول مارتین – بسی هیگینز
- کی لیون – مری هیگینز
- پائولین کویرک – دیکسون
- روپرت ایوانز – فردریک هیل
- برایان پروثرو – آقای بل
- جان لایت – هنری لنوکس
- اما فرگوسن – ادیت شاو لنوکس
- جین بوکر – عمه شاو
- ویل هیوستون – جان بوچر
- گیلاس آلتو - بیکی